# Tillandsia rothii
Tillandsia rothii es una especie de planta epífita dentro del género  Tillandsia, perteneciente a la  familia de las bromeliáceas. Es originaria de México.  

## Cultivares
- Tillandsia 'Amigo'
- Tillandsia 'Bahia'
- Tillandsia 'Pacific Sunset'

## Taxonomía
Tillandsia rothii fue descrita por Werner Rauh y publicado en Tropische und subtropische Pflanzenwelt 16: 232–238, f. 15–16. 1976.
Etimología
Tillandsia: nombre genérico que fue nombrado por Carlos Linneo en 1738 en honor al médico y botánico finlandés Dr. Elias Tillandz (originalmente Tillander) (1640-1693).
rothii: epíteto otorgado en honor del botánico Albrecht Wilhelm Roth.
Sinonimia
- Tillandsia lambrostachya Philcox & Psomad.[2][3]